# Nineteen Naughty Nine: Nature's Fury
Nineteen Naughty Nine: Nature's Fury è il quinto album del gruppo hip hop statunitense Naughty by Nature, pubblicato nel 1999 dalla Arista Records.
| Recensione           | Giudizio                |
| -------------------- | ----------------------- |
| AllMusic             | [ 1 ]                   |
| Entertainment Weekly | A-                      |
| Robert Christgau     | né positivo né negativo |
| Chicago Tribune      | favorevole              |
| Rolling Stone        | [ 6 ]                   |
| Q                    | [ 7 ]                   |
| Spin                 | [ 8 ]                   |
| NME                  | [ 9 ]                   |

## Tracce
Musiche di Naughty by Nature (tracce 1-9 e 12-16), Donald Robinson (traccia 10), Falonte Moore (tracce 10-11), Kay Gee (traccia 11).
1. Intro (feat. Castro) – 0:35
2. Ring The Alarm – 3:57
3. Dirt All By My Lonely – 3:14
4. Holiday (feat. Phiness) – 4:08
5. Live Or Die (feat. Master P, Mystikal, Phiness & Silkk the Shocker) – 3:41
6. On the Run – 3:21
7. Radio (feat. Rustic Overtones) – 4:37
8. Jamboree (feat. Zhané) – 3:34
9. Would've Done The Same For Me (feat. Coffee Brown) – 4:18
10. Thugs & Hustlers (feat. Krayzie Bone & Mag) – 3:28
11. Work (feat. Castro & Mag) – 3:20
12. We Could Do It (feat. Big Punisher) – 4:48
13. The Blues (feat. Next) – 3:49
14. Wicked Bounce – 3:54
15. Live Then Lay (feat. Phiness) – 4:01
16. The Shivers (feat. Chain Gang Platune) – 4:57

## Classifiche

### Classifiche settimanali
| Classifica (1999)         | Posizione massima |
| ------------------------- | ----------------- |
| Stati Uniti               | 22                |
| US Top R&B/Hip-Hop Albums | 9                 |

### Classifiche di fine anno
| Classifica (1999)         | Posizione massima |
| ------------------------- | ----------------- |
| US Top R&B/Hip-Hop Albums | 93                |